# Tölcsér-zsomboly
A Tölcsér-zsomboly a Duna–Ipoly Nemzeti Parkban elhelyezkedő Budai-hegységben található egyik barlang.

## Leírás
Remeteszőlős külterületén, a település központjától É-ra helyezkedik el a Tölcsér-zsomboly. A Remete-hegy DNy-i oldalában, erdőben, fokozottan védett területen, kb. 350 m tengerszint feletti magasságban, sziklacsoportban van a barlang 2×3 m-es, természetes jellegű, tölcsér alakú, függőleges tengelyirányú bejárata. Jelzetlen ösvényen érhető el a bejárat. Megtalálása nehéz, ehhez irányadó a remeteszőlősi kertek hátsó kerítésének vonalából kilógó garázs, illetve okkersárga színű ház, amely felett, egy ritkás erdőrész Ny-i részén, a kertek hátsó kerítésétől kb. 60 m-re helyezkedik el a barlangszáj.
A részletesen felmért zsomboly 30 m hosszú, 19,9 m függőleges kiterjedésű, 19,9 m mély és 5 m vízszintes kiterjedésű. Felső triász dachsteini mészkőben, tektonikus repedés mentén keletkezett határozott oldó tevékenység és a bejárat közelében kifagyásos aprózódás következtében. Cső térformájú, függőleges lejtésviszonyú és jellemző szelvénytípusa a cső szelvény, valamint a hasadék szelvény. A barlang tulajdonképpen egy függőleges hasadék, melyet öt méter mélyen egy szűkebb keresztmetszetű rész tagol. Több pontján kialakultak kis gömbüstroncsok és a bejárat közelében gyengén fejlett, ujjbegykarrszerű formák. Végpontja a legmélyebb pontja. A szabadon látogatható barlang bejárásához körülbelül 25 méter kötél és kötéltechnikai eszközök alkalmazása szükséges.
2005-ben volt először Tölcsér-zsombolynak nevezve a barlang az irodalmában.

## Kutatástörténet
1995 decemberében terepbejárás során fedezte fel az Anubisz Barlangkutató Csoport. Sziklakibúvásban találtak egy 0,5–1 méter átmérőjű, hévizes eredetű gömbfülkét. Felkeltette érdeklődésüket, hogy a felszínre szakadt üreg szájának teljes keresztmetszettel, szálkőben kezdődik a járata. Kutatóaknát mélyítettek a gömbfülke talpszintjét alkotó kitöltésben. A 30–40 centiméter vastagon lerakódott humuszréteget később több, valószínűleg a gömbfülke felszínre szakadásakor a főtéből kihullott kőtömb váltotta fel. A kövek eltávolításakor látható lett, hogy az üreg oldalfalai nagyon a középpont felé hajlanak, és ezért azt feltételezték, hogyha a járat függőlegesen folytatódik, akkor nagyon csökken a járat keresztmetszete.
Egy méteres mélységben a gömbfülke majdnem vízszintessé vált szálkő talpszintjéből indult egy 70 centiméter átmérőjű járat, amely nagyobb, 20–30 kilogrammos kőtömbökkel volt kitöltve. 1,5 méter mélyen az utolsó nagy kő eltávolításakor megnyílt a végponti járat, és ember számára járható méretű aknaszáj vált láthatóvá. 15–20 méter mély aknára számítottak a lehulló kövek zuhanási idejéből. A járat első 5–6 méteres része kissé nehezen járhatónak, de traverzálhatónak tűnt. Le tudtak ereszkedni az akna szűkületéig kötélbiztosítással. De ezen a ponton a szűkület alatti akna oldalfalai harangszerűen szélesedtek ki és továbbjutni csak kötéltechnikai eszközök alkalmazásával tudtak.
Továbbereszkedtek az aknában és 17 méter mélyen érték el a barlang törmelékkitöltéses talpszintjét. A végponti szakaszon teremszerűen széles és 9–10 méter átmérőjű az akna. A terem falain néhány helyen szép cseppkőlefolyások, de leginkább nagyon visszaoldott, 20–30 centiméter vastag, szkaleonéderes kalcitkristály kéreg figyelhető meg. Néhol, ahol kevésbé érvényesült a visszaoldó hatás nagyon látványos, 2–3 centiméter átmérőjű kalcitkristályok figyelhetők meg és a falat helyenként montmilch borítja. A talpszint agyagkitöltésében róka és egyéb kisemlős csontok voltak. A továbbjutás a mélyponti teremből csak nehéz feltáró munkával lehetséges.
A csoport 1995. évi jelentésébe bekerült egy leírás a feltárásáról és egy hosszmetszet barlangtérkép-vázlat. 2005-ben Polacsek Zsolt felmérte és a felmérés alapján rajzolt 1:100 méretarányú alaprajz barlangtérképet. Ebben az évben Magyarósi János, Handl Antal és Polacsek Zsolt felmérte és a felmérés alapján rajzoltak 1:100 méretarányú hosszmetszet barlangtérképet. A Duna–Ipoly Nemzeti Park Igazgatóság adatai szerint az M0-s autóút nyugati szektor, 10-es főút – 1-es főút közötti tervezett szakasz B változatának nyomvonala a 89. és a 90. kilométerszelvények között közvetlenül érinti a barlangot.